# Fresnoy-en-Thelle
Fresnoy-en-Thelle és un municipi francès, situat al departament de l'Oise i a la regió dels Alts de França. L'any 2007 tenia 937 habitants.

## Demografia

### Població
El 2007 la població de fet de Fresnoy-en-Thelle era de 937 persones. Hi havia 316 famílies de les quals 52 eren unipersonals (28 homes vivint sols i 24 dones vivint soles), 87 parelles sense fills, 169 parelles amb fills i 8 famílies monoparentals amb fills.
La població ha evolucionat segons el següent gràfic:
Habitants censats

### Habitatges
El 2007 hi havia 336 habitatges, 319 eren l'habitatge principal de la família, 6 eren segones residències i 11 estaven desocupats. 319 eren cases i 13 eren apartaments. Dels 319 habitatges principals, 278 estaven ocupats pels seus propietaris, 33 estaven llogats i ocupats pels llogaters i 7 estaven cedits a títol gratuït; 12 tenien dues cambres, 26 en tenien tres, 70 en tenien quatre i 211 en tenien cinc o més. 286 habitatges disposaven pel capbaix d'una plaça de pàrquing. A 105 habitatges hi havia un automòbil i a 198 n'hi havia dos o més.

### Piràmide de població
La piràmide de població per edats i sexe el 2009 era:
| Homes | Edats   | Dones |
| ----- | ------- | ----- |
| 0     | 95 o +  | 0     |
| 0     | 90 a 94 | 0     |
| 0     | 85 a 89 | 0     |
| 0     | 80 a 84 | 8     |
| 8     | 75 a 79 | 8     |
| 4     | 70 a 74 | 0     |
| 20    | 65 a 69 | 12    |
| 12    | 60 a 64 | 20    |
| 16    | 55 a 59 | 16    |
| 56    | 50 a 54 | 40    |
| 20    | 45 a 49 | 24    |
| 52    | 40 a 44 | 36    |
| 32    | 35 a 39 | 40    |
| 40    | 30 a 34 | 28    |
| 20    | 25 a 29 | 16    |
| 16    | 20 a 24 | 20    |
| 40    | 15 a 19 | 20    |
| 56    | 10 a 14 | 32    |
| 36    | 5 a 9   | 24    |
| 12    | 0 a 4   | 20    |

## Economia
El 2007 la població en edat de treballar era de 647 persones, 469 eren actives i 178 eren inactives. De les 469 persones actives 440 estaven ocupades (239 homes i 201 dones) i 30 estaven aturades (11 homes i 19 dones). De les 178 persones inactives 73 estaven jubilades, 66 estaven estudiant i 39 estaven classificades com a «altres inactius».

### Ingressos
El 2009 a Fresnoy-en-Thelle hi havia 319 unitats fiscals que integraven 933,5 persones, la mediana anual d'ingressos fiscals per persona era de 22.076 €.

### Activitats econòmiques
Dels 12 establiments que hi havia el 2007, 1 era d'una empresa alimentària, 1 d'una empresa de fabricació de material elèctric, 2 d'empreses de fabricació d'altres productes industrials, 2 d'empreses de construcció, 2 d'empreses de comerç i reparació d'automòbils, 1 d'una empresa de transport, 1 d'una empresa financera i 2 d'empreses de serveis.
Dels 3 establiments de servei als particulars que hi havia el 2009, 1 era un taller de reparació d'automòbils i de material agrícola, 1 paleta i 1 fusteria.
L'any 2000 a Fresnoy-en-Thelle hi havia 5 explotacions agrícoles que ocupaven un total de 495 hectàrees.

## Equipaments sanitaris i escolars
El 2009 hi havia una escola elemental.

## Poblacions més properes
El següent diagrama mostra les poblacions més properes.